# سعود بن صقر القاسمي
سعود بن صقر القاسمي (من مواليد 10 فبراير 1956)، هو الحاكم الحالي لإمارة رأس الخيمة، إحدى الإمارات السبع المكونة لدولة الإمارات العربية المتحدة. أصبح رئيساً للديوان الأميري للحاكم في عام 1979، ورئيساً للمجلس البلدي في عام 1986، وولي العهد ونائب حاكم الإمارة في يونيو 2003.بعد انقلابه على اخيه خالد بن صقر  ثم أصبح حاكماً لإمارة رأس الخيمة رسمياً عام 2010 بعد وفاة والده.

## حياته
نشأ وتعلم في مدارس رأس الخيمة حتى أنهى المرحلة الثانوية، ثم التحق بجامعة ميشيغان في الولايات المتحدة التي درس فيها العلوم الاقتصادية والسياسية. وبعد إنهائه دراسته الجامعية بعام 1979 عاد إلى الإمارات وتولى رئاسة الديوان الأميري في رأس الخيمة، وفي عام 1986 تولى رئاسة المجلس البلدي في الإمارة. كما رأس مجالس إدارات عدد من الشركات منها شركات عمل على تأسيسها مثل «شركة الخليج للصناعات الدوائية - جلفار»" و«شركة سيراميك رأس الخيمة»، كما قام رأس «شركة رأس الخيمة للدواجن والعلف».

### ولاية العهد
في 14 يونيو 2003 قام والده الشيخ صقر بن محمد القاسمي بإقصاء أخيه غير الشقيق الشيخ خالد بن صقر القاسمي من ولاية العهد وعينه بدلًا منه وليًا للعهد ونائبًا لحاكم رأس الخيمة.

## توليه حكم الإمارة
تولى حكم الإمارة في 27 أكتوبر 2010 وذلك بعد وفاة والده الشيخ صقر بن محمد القاسمي. وقد أعلن المجلس الأعلى للاتحاد مباركته لتوليه حكم الإمارة، وأكد المجلس في بيان أصدرته وزارة شؤون الرئاسة دعمه الكامل له.

## مؤسسة الشيخ سعود بن صقر القاسمي لبحوث السياسة العامة

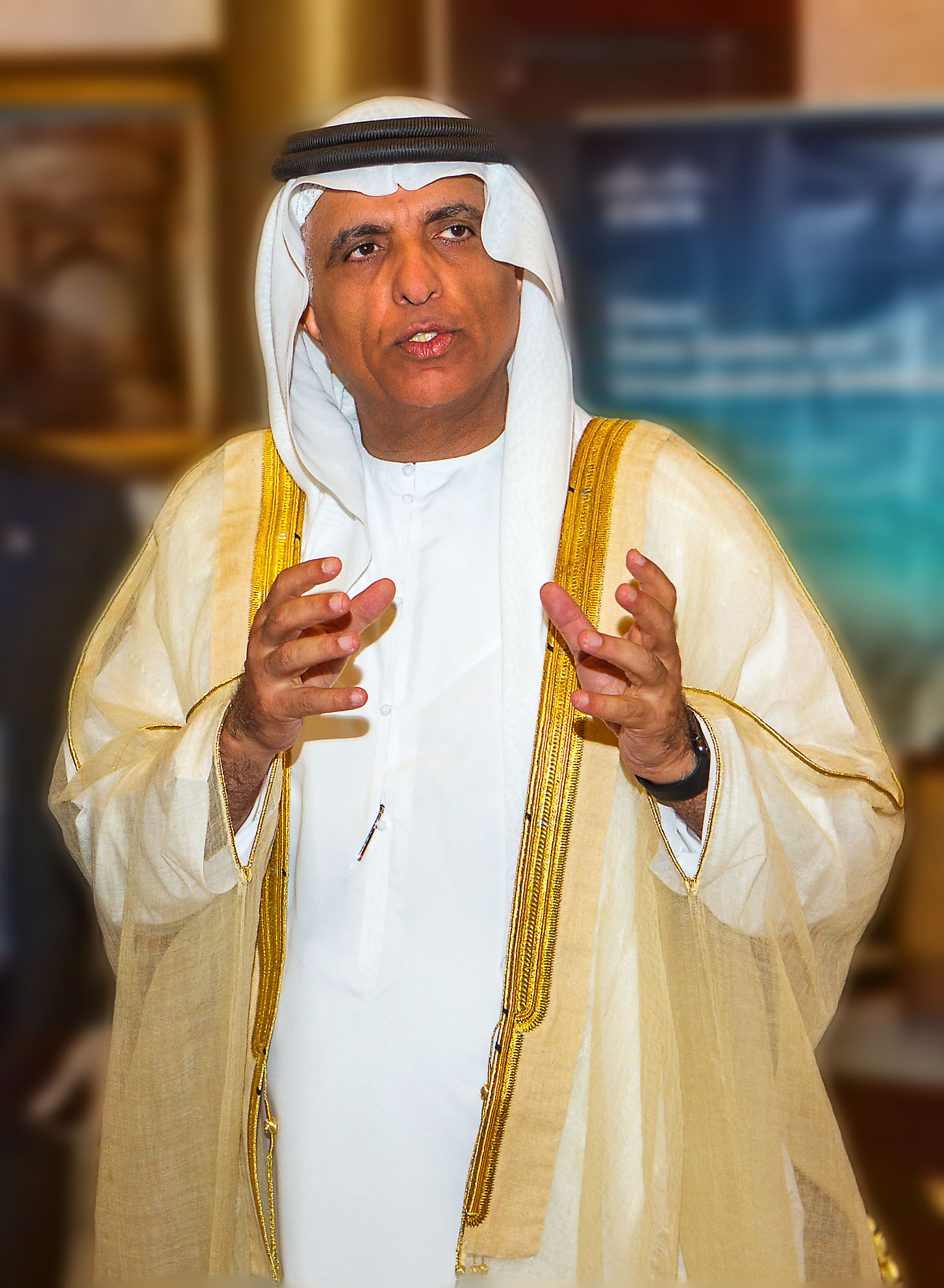
سعود القاسمي عام 2010

تم تأسيسها عام 2009، والهدف من إنشائها دعم التنمية الاجتماعية، والثقافية، والاقتصادية في إمارة رأس الخيمة والإمارات الشمالية، وهي مؤسسة غير ربحية وشبه حكومية.

## حياته الخاصة

### نسبه
هو سعود بن صقر بن محمد بن سالم بن سلطان بن صقر بن راشد بن مطر بن كايد القاسمي

### أسرته
متزوج من هناء بنت جمعة الماجد، ولهما من الأبناء:
- الشيخ محمد:(ولي العهد في الإمارة[1]): وهو الابن الأكبر للشيخ سعود ولد في عام 1987، درس في جامعة كاليفورنيا، وتخرج في العلوم السياسية. عُين من قبل والده ولياً للعهد في عام 2010
- الشيخة آمنة: حاصلة على شهادة الماجستير في إدارة الأعمال جامعة ستانفورد في ولاية كاليفورنيا بالولايات المتحدة، وهي معروفة بمثابرتها في التعلم وتاريخ تفوقها العلمي والأكاديمي في مختلف مراحل التعليم.[12]
- الشيخ أحمد: رئيس نادي الرمس الرياضي الثقافي،[13] و رئيس مجلس إدارة شركة راك للضيافة القابضة، وشركة راك الوطنية للفنادق التابعة لها.[14]
- الشيخ خالد: ويشغل منصب رئيس مجلس إدارة شركة جزيرة المرجان ويشغل أيضاً منصب رئيس نادي مسافي الرياضي ورئيس مجلس إدارة شركة سيراميك رأس الخيمة.
- الشيخ صقر: رئيس مجلس إدارة نادي التعاون الثقافي الرياضي في رأس الخيمة.[15]
- الشيخة مهرة: وهي معروفة بالعمل الخيري التطوعي في العديد من المناسبات علي مستوى الدولة، وحاصلة على بكالوريوس سياسة عامة وأبحاث اجتماعية من جامعة نيويورك أبوظبي.[16]